# Dětřichov (ort i Tjeckien, Pardubice)
Dětřichov är en ort i Tjeckien.   Den ligger i regionen Pardubice, i den östra delen av landet, 150 km öster om huvudstaden Prag. Dětřichov ligger 510 meter över havet och antalet invånare är 314.
Terrängen runt Dětřichov är kuperad åt nordost, men åt sydväst är den platt. Runt Dětřichov är det ganska tätbefolkat, med 78 invånare per kvadratkilometer. Närmaste större samhälle är Svitavy, 6,7 km sydväst om Dětřichov. Trakten runt Dětřichov består till största delen av jordbruksmark.